# Oberndorf (Pfalz)

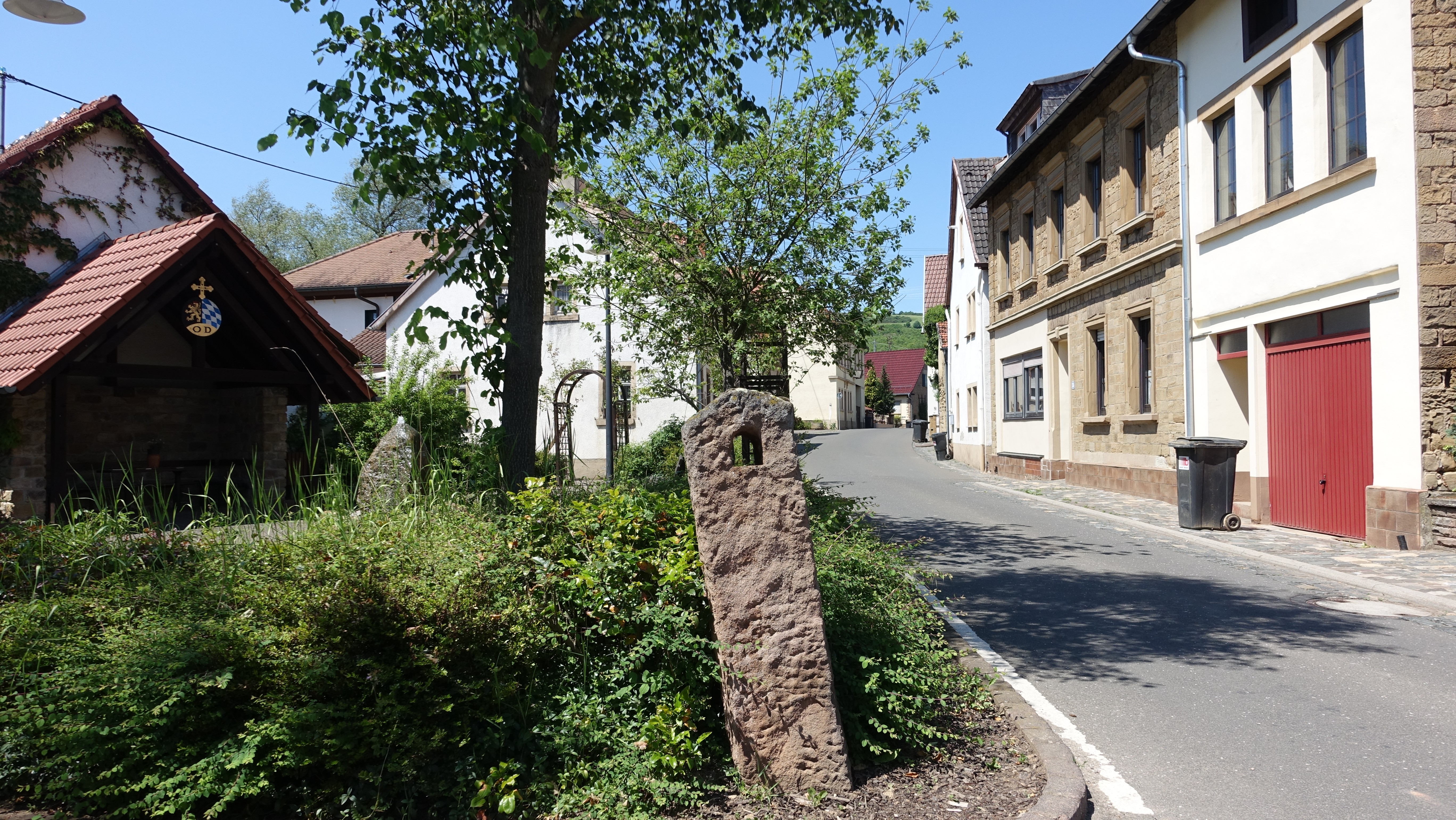
Ortsbild von Oberndorf

Oberndorf ist eine Ortsgemeinde im Donnersbergkreis in Rheinland-Pfalz. Sie gehört der Verbandsgemeinde Nordpfälzer Land an.

## Geographische Lage
Der Ort liegt im Alsenztal mitten im Nordpfälzer Bergland. Im Osten der Gemarkung erstreckt sich der Aspenberg. Im Norden befindet sich Alsenz, im Süden Mannweiler-Cölln und im Südosten Bayerfeld-Steckweiler. Zu Oberndorf gehört zusätzlich der Wohnplatz Lindenhof.

## Geschichte
Oberndorf wurde 1128 erstmals urkundlich erwähnt. Bereits 775 wurde aber in Verbindung mit Alsenz das Obere Dorf genannt. Bis Ende des 18. Jahrhunderts gehörte der Ort zur Kurpfalz und war innerhalb dieser Bestandteil des Oberamt Alzey.
Von 1798 bis 1814, als die Pfalz Teil der Französischen Republik (bis 1804) und anschließend Teil des Napoleonischen Kaiserreichs war, war Oberndorf im Departement Donnersberg in den Kanton Obermoschel eingegliedert und unterstand der Mairie Alsenz. 1815 hatte der Ort insgesamt 290 Einwohner. Im selben Jahr wurde er Österreich zugeschlagen. Bereits ein Jahr später wechselte der Ort in das Königreich Bayern. Von 1818 bis 1862 gehörte er dem Landkommissariat Kirchheim an; aus diesem ging das Bezirksamt Kirchheim hervor. Am 1. Dezember 1900 wechselte die Gemeinde in das neu geschaffene Bezirksamt Rockenhausen.
Ab 1939 war der Ort Bestandteil des Landkreises Rockenhausen. Nach dem Zweiten Weltkrieg wurde Oberndorf innerhalb der französischen Besatzungszone Teil des damals neu gebildeten Landes Rheinland-Pfalz. 1961 lebten 254 Menschen in der Gemeinde. Im Zuge der ersten rheinland-pfälzischen Verwaltungsreform wechselte die Gemeinde am 7. Juni 1969 zusammen mit den meisten anderen Orten des Kreises in den neu geschaffenen Donnersbergkreis. Drei Jahre später wurde sie Teil der Verbandsgemeinde Alsenz-Obermoschel. Zum 1. Januar 2020 wechselte die Gemeinde in die neu geschaffene Verbandsgemeinde Nordpfälzer Land.

## Religion
Während der ersten Hälfte des 20. Jahrhunderts besaßen sowohl die Protestanten als auch die Katholiken vor Ort jeweils eine eigene Pfarrei.

## Politik

### Ortsbürgermeister
Claudia Linn ist seit 2019 Ortsbürgermeisterin von Oberndorf. Sie ist die Nachfolgerin von Karl Ludwig Bernhard.

### Wappen
| Wappen von Oberndorf | Blasonierung: „In Silber ein Reichsapfel mit goldenem Kleeblattkreuz, der Apfelschild geteilt über gebogenem goldenem Fuß, darin die Buchstaben O und D, rechts in Schwarz ein goldener Löwe, rotbewehrt und -gekrönt; links Silber und Blau gerautet.“ |
| Wappen von Oberndorf | |

## Kultur und Sehenswürdigkeiten
Der Ortskern ist als Denkmalzone ausgewiesen. Hinzu kommen insgesamt acht Einzelobjekte, die unter Denkmalschutz stehen, darunter die Simultankirche St. Valentin, die nachweislich bereits 1128 existierte und die als Wahrzeichen des Ortes gilt, sowie die Felsenmühle.

## Wirtschaft und Infrastruktur

### Wirtschaft
Seit 1971 ist Oberndorf trotz seiner Lage in der Pfalz Bestandteil des Weinanbaugebiets Nahe. Vor Ort existiert der 2014 und 2015 errichtete Windpark Oberndorf.

### Verkehr
Durch den Ort verlaufen die Bundesstraße 48 und dir Kreisstraße 25; letztere verbindet die Gemeinde mit Alsenz sowie Gaugrehweiler; der Alsenz-Radweg führt ebenfalls durch Oberndorf. Über die A 63 im Osten besteht Anschluss an den Fernverkehr. Durch Oberndorf führt außerdem die von Behles Bus betriebene Buslinie 908, die in nördlicher Richtung bis nach Alsenz und in die südliche Richtung nach Rockenhausen verläuft. Trotz ihrer Lage an der Alsenztalbahn besaß die Gemeinde aufgrund ihrer geringen Größe nie einen Bahnhalt; nächstgelegener Bahnhof ist Alsenz.

## Söhne und Töchter der Gemeinde
- Karl Barwick (1883–1965), Klassischer Philologe
- Johannes Kreiselmaier (1892–1944), Arzt, Widerstandskämpfer und NS-Opfer